# 吳綡
吳綡（1458年—？），字時冕，浙江湖州府長興縣人，民籍，明朝政治人物。

## 生平
浙江鄉試第三十三名舉人。弘治六年（1493年）中式癸丑科二甲第八名進士。

## 家族
曾祖吳遺夫；祖父吳孝衍；父吳瓊，母徐氏。严侍下。兄吴纲。